# Semjén
Semjén is een plaats (község) en gemeente in het Hongaarse comitaat Borsod-Abaúj-Zemplén. Semjén telt 447 inwoners (2001).